# Intendencia de Cochabamba
La intendencia de Cochabamba o provincia de Cochabamba fue un área administrativa integrante del Imperio español que correspondía a la Provincia de Charcas durante el periodo en la que esta formó parte administrativamente dentro del virreinato del Río de la Plata. Actualmente corresponde como departamento de  Bolivia.
El territorio de Cochabamba era una subdelegación de la intendencia de Chuquisaca hasta 1783, cuando se ordenó que la villa de Cochabamba reemplace a la capital de la intendencia de Santa Cruz de la Sierra, anexando su jurisdicción a la intendencia, esto sería nominal hasta 1785, cuando se efectuó. La denominación pasó a ser intendencia de Cochabamba, esta como continuidad de la anterior, aunque aún sería conocida como Santa Cruz de la Sierra hasta fines del siglo XVIII. En 1811, el partido de Santa Cruz de la Sierra —junto a sus territorios adyacentes— se separó de Cochabamba, recuperando así este su estatus de intendencia.

## Partidos
La intendencia, además de la ciudad de Cochabamba, estaba dividida entre los partidos (también conocidos como subdelegaciones) de: Sacaba (con cabecera en el pueblo de Sacaba), Tapacarí (con cabecera en el pueblo de Tapacarí y después en Quillacollo), Arque (con cabecera en el pueblo de Arque), Cliza (con cabecera en el pueblo de Tarata), Ayopaya (con cabecera en el pueblo de Palca), Mizque (con cabecera en la ciudad de Mizque), Vallegrande (con cabecera en la ciudad de Vallegrande) y Santa Cruz de la Sierra (con cabecera en la ciudad de Santa Cruz de la Sierra). 
Al pertenecer al obispado de Santa Cruz de la Sierra los gobiernos político militares de Moxos y de Chiquitos integraban la intendencia de Cochabamba, pero esa dependencia era solo militar y además sus gobernadores cobraban sus sueldos en la Real Caja de esa ciudad debido a la cercanía, ya que en materia de hacienda dependían directamente del presidente y de la Real Audiencia de Charcas.

## Historia
Al crearse el sistema de intendencias en el virreinato del Río de la Plata por la Real Ordenanza de Intendentes del 28 de enero de 1782, los territorios que luego constituirían la intendencia de Cochabamba, fueron incluidos en la intendencia de Santa Cruz de la Sierra y parte de la intendencia de Chuquisaca. A la primera le correspondían según la ordenanza: ... otra en la Ciudad de Santa Cruz de la Sierra, que será comprensiva del territorio de su Obispado ..., mientras que en la segunda estaba la villa de Cochabamba.
Los límites del obispado de Santa Cruz de la Sierra (creado en 1605) con respecto al de Charcas fueron delineados por el comisionado real Alonso Maldonado de Torres, presidente de la Real Audiencia de Charcas, mediante un auto el 17 de febrero de 1609. Dispuso que la diócesis de Santa Cruz de la Sierra comprendiera los 3 curatos de la gobernación de Santa Cruz de la Sierra y los de Mizque (o Salinas del Río Pisuerga) y de las Yungas de Pocona (pertenecientes al corregimiento de indios de Mizque y Pocona) y el del partido de Cliza perteneciente a Cochabamba.
Cuando se erigió la creación de la intendencia de Santa Cruz de la Sierra, el 5 de agosto de 1783 el rey Carlos III hizo en San Ildefonso diecisiete modificaciones a la Real Ordenanza de 1782, entre ellas, la suplencia de la capital de la intendencia por la Villa de Oropeza o la villa de Cochabamba, constituyéndose en la intendencia de Cochabamba.

III. – Atendiendo a lo poco sana que es la Ciudad de Santa Cruz de la Sierra; y a las ventajosas circunstancias que en esta parte y otras no menos recomendables, concurren en la Villa Capital de Cochabamba y la hacen preferible para establecer en ella la Intendencia que por el Artículo 1º de la ya citada Ordenanza se mandó erigir en la dicha Ciudad de Santa Cruz, quiero y es mi voluntad que así se ejecute, y que consiguientemente sea la enunciada Villa la Capital de aquel Gobierno o Intendencia: cuyo distrito se ha de componer del que es propio del actual Gobierno de Santa Cruz, y del que corresponde a la referida Villa, el cual por consecuencia se ha de desmembrar del que por el mismo Artículo 1º se señaló a la Intendencia y Provincia de la Plata.

La nueva intendencia quedó constituida sobre la base de los corregimientos de Cochabamba y Mizque y de la gobernación de Santa Cruz de la Sierra, que conformaban el obispado de esta última ciudad. El rey dispuso el 26 de mayo de 1786 que la villa de Cochabamba adquiriera el título de ciudad.
La nueva intendencia quedó constituida oficialmente en 1785, cuando el gobernador intendente Francisco de Biedma, que tomó posesión del mando en Santa Cruz de la Sierra, se dirigió a Cochabamba para situar allí definitivamente la sede de la capital; cambiando así, en junio del año mencionado, la sede de la intendencia, ya que hasta entonces la sede de esta seguía siendo Santa Cruz de la Sierra.

## Límites
En 1792 el intendente Biedma escribió una Descripción de la Provincia de Santa Cruz de la Sierra, indicando sus límites:

Está situada esta provincia en la zona tórrida, en los 48 grados 16 minutos, y los 53 grados 45 minutos de longitud, al occidente del Pico de Tenerife, y 16 grados 38 minutos, y los 20 grados de latitud al Sur.

Confina por el norte con los terrenos incógnitos que hay de mucha serranía y monte, intermedios entre esta provincia y las misiones de Mojos, habitados en parte de indios de nación Riches, Sirionós y Yuracarées: bien que de estos últimos hay una corta reducción en el nuevo Yunga de este nombre, inmediata al río Chaparé.

Por el Sur, con el gobierno é intendencia de la Plata, cuyos límites los divide el Río Grande y una de sus principales cabeceras. Por el Oeste, con el gobierno é intendencia de la Paz; y por el este, con el río Parapití, ó de San Miguel de Chiquitos, que la divide de la provincia de este nombre, y parte de los terrenos que llaman del Gran Chaco, poblados de diversas naciones de indios bárbaros.

Una disputa de límites entre las intendencias de Cochabamba (llamada todavía a veces Santa Cruz) y Chuquisaca por la posesión de las misiones de los chiriguanos entre los ríos Grande y Parapetí, fue resuelta por el virrey Nicolás de Arredondo el 26 de abril de 1794 y aprobado por el rey en 1797:

(...) que se mantuviese el Gobierno y provincia de Santa Cruz en la posesión de las misiones de los Chiriguanos y Chaneses establecidas y que se establezcan en la Cordillera, desde la del Piray inclusive hasta el rio Parapití.

Límites:

Intendencia de Cochabamba (...) Confina todo el distrito de ella por el Norte con los incógnitos terrenos entre esta provincia y las Misiones de Mojos, habitados en parte de indios bárbaros de nación Riches, Sirionos, Solostros, y Juracarées: por el Sud con el gobierno é intendencia de la Plata; por el Este con el río Parapití ó San Miguel de Chiquitos.
Guía de Forasteros del Vireynato de Buenos Aires del año de 1803, página 85

Eclesiásticamente la intendencia se dividía entre el obispado de Santa Cruz de la Sierra (partidos de Cliza, Mizque, Valle Grande, y Santa Cruz de la Sierra, y gobiernos de Moxos y de Chiquitos) y el arzobispado de Charcas (partidos de Sacaba, Arque, Tapacarí, y Ayopaya, además de la ciudad de Cochabamba).

## Desde la Revolución de mayo de 1810
El 25 de mayo de 1810 se produjo la Revolución de Mayo en Buenos Aires, durante la cual fue depuesto el virrey Baltasar Hidalgo de Cisneros.

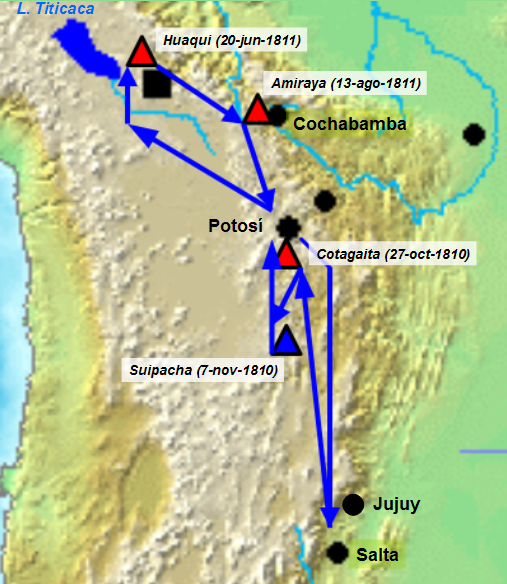
Mapa de la primera campaña al Alto Perú (1810-1811). Los triángulos señalan las batallas; rojos para las victorias realistas (Cotagaita, Huaqui y Amiraya) y azules para las victorias independentistas (Suipacha)

El 14 de septiembre de 1810, ante el avance del Ejército del Norte, se produjo el pronunciamiento de Cochabamba en favor de la Primera Junta de Buenos Aires.
El 24 de septiembre del mismo año, Santa Cruz de la Sierra se adherió en favor a la Primera Junta de Buenos Aires, y posteriormente en 1811, por orden del brigadier José Manuel de Goyeneche, se separó de la intendencia de Cochabamba, restaurando la intendencia de Santa Cruz de la Sierra con base en la jurisdicción de la Gobernación de Santa Cruz de la Sierra, fue posesionado como gobernador intendente y capitán general al coronel José Miguel Becerra.
El 21 de noviembre, un decreto de la Junta creó el Regimiento N° 7 de infantería (Regimiento de Cochabamba) con fuerzas milicianas del Alto Perú, formado por 12 compañías de 100 soldados cada una, siendo su jefe el gobernador intendente de Cochabamba, Francisco de Rivero. Como consecuencia de la batalla de Huaqui, el realista José Manuel de Goyeneche se apoderó de La Paz y de Cochabamba luego de la batalla de Amiraya (o de Sipe Sipe) el 13 de agosto de 1811, donde fue derrotado Francisco de Rivero. 
Esteban Arce logró liberar Cochabamba el 29 de octubre de 1811, pero al avanzar sobre Oruro fue rechazado por Indalecio González de Socasa, y logró rendir en Chayanta al jefe Pablo Astete. Goyeneche ocupó luego Cochabamba el 27 de mayo de 1812, después de que el 24 de mayo Esteban Arze fuera derrotado en la batalla de Quehuiñal (o de Pocona), posteriormente fue derrotado también en Mollemolle junto con Carlos Taboada y se sumó a las guerrillas de Juan Antonio Álvarez de Arenales. El general Eustaquio Díaz Vélez con 800 soldados fue enviado por Juan Martín de Pueyrredón para apoyar la insurrección de Cochabamba en un nuevo intento de avanzar sobre el Alto Perú, pero fueron derrotados en la batalla de Nazareno el 12 de enero del citado año.
En el decreto de Antonio José de Sucre del 9 de febrero de 1825, se mencionan los partidos en que se dividía la intendencia/ departamento en ese momento:

El departamento de Cochabamba tendrá dos diputados por cada uno de los cantones de Cochabamba, Arque, Cliza, Sacaba, Quillacollo, Mizque, y la Palca.

La intendencia de Cochabamba desapareció al crearse el departamento de Cochabamba por decreto supremo el 23 de enero de 1826 del mariscal Antonio José de Sucre.

## Gobernadores intendentes
- Francisco de Biedma (1785 - 1809)
- José González de Amada (1809 - 1810)
- Francisco del Rivero (1810 - 1811)
- Antonio Allende (1811)
- Joaquín Mariano Antezana (1811 - 1812)
- Gerónimo Marrón de Lombera (1812 - 1813)
- Miguel José de Cabrera (1813)
- Juan Antonio Álvarez de Arenales (1813)
- Martín de Jáuregui (1813 - 1814)
- Antonio de Goyburo (1814 - 1815)
- Juan Antonio Álvarez de Arenales (1815 - 1816)
- Tribunal Militar o de Purificación (1816 - 1817)
- José de Mendizábal e Imaz (1817 - 1823)
- José Miguel de Velasco (1823 - 1824)
- Martín Ruiz de Somocurcio (1824 - 1825)
- Pedro Antonio de Assúa (1825)